# Selige Witwen
Selige Witwen ist ein Kriminalroman von Ingrid Noll, in dem, wie typisch für die Werke Nolls, Morde von Frauen an Männern aus der Perspektive der Täterinnen erzählt werden.

## Veröffentlichung
Der Roman erschien 2001 im Diogenes Verlag und ist die Fortsetzung von Nolls Roman Die Häupter meiner Lieben (1993). 2002 erschien das Hörbuch, gelesen von Franziska Pigulla. In den folgenden Jahren erschienen Übersetzungen ins Dänische, Spanische, Türkische und Russische.

## Handlung
Cora und Maja sind zwei junge Frauen, die zusammen in der Toskana leben und das Geld durchbringen, das Cora von ihrem verstorbenen Ehemann Henning geerbt hat – den die beiden (im Vorgängerroman Die Häupter meiner Lieben) ermordet hatten. Sie besichtigen eine Villa auf dem Land, die Cora eigentlich kaufen möchte. Sie zögert jedoch etwas zu lange und eine reiche Amerikanerin schnappt ihr das Haus weg.
Um sich um Coras kranke Großmutter Charlotte zu kümmern, müssen sie und Maja nach Deutschland zurückkehren; unterwegs bringen sie Majas kleinen Sohn Béla zu seinem Vater Jonas, von dem sich Maja getrennt hat. In Darmstadt hält es Cora aber nicht lange aus; sie kehrt mit ihrem Cousin Felix nach Italien zurück und lässt Maja sitzen, die nun in Felix’ WG bei dessen Mitbewohnern Andy, Max und der Volkshochschul-Lehrerin Kathrin unterkommt. Mit Kathrin freundet sie sich schnell an und beide tauschen ihre schlechten Erfahrungen mit Männern aus. Auch Kathrin lebt von ihrem Mann getrennt: Erik, einem Anwalt mit guten Kontakten in die Unterwelt und das Rotlichtmilieu von Frankfurt/Main. Maja und Kathrin gehen heimlich in Eriks Wohnung, um Kathrins persönliche Sachen zu holen und nehmen dabei auch vier Gemälde von den Wänden mit. Zurück in der WG stellt Maja fest, dass hinter den billigen, kitschigen Gemälden sehr wertvolle Bilder in den Rahmen versteckt sind – Hehlerware, darunter ein Original von Henri Matisse.
Da Kathrin Angst vor der Verfolgung ihres Mannes hat, mieten die beiden sich eine neue Wohnung in Frankfurt und Maja bringt drei der Gemälde bei Coras Eltern in Heidelberg in Sicherheit. Dann reist Kathrin mit dem vierten Gemälde nach Innsbruck, um es an einen Händler zu verkaufen, den Maja einige Zeit vorher im Zug kennengelernt hatte. Maja soll sie solange in der Volkshochschule vertreten und fühlt sich schon zum zweiten Mal von einer Freundin sitzengelassen.
Erik ist den beiden Frauen auf die Schliche gekommen und schickt den Bordellbetreiber Sven Hilter zu ihr, der sie beim Verlassen der Volkshochschule betäubt, fesselt und in Eriks Haus bringt. Maja gesteht unter Folter die neue Adresse von Kathrin. Als Erik und Sven dort nach den Gemälden suchen, ruft zufällig Kathrin in der Wohnung an und erkennt Eriks Stimme. Sie weiß nun, dass Maja in Gefahr ist und beauftragt Andy und den inzwischen aus Italien zurückgekehrten Felix, Maja aus Eriks Wohnung zu befreien und mit in die WG nach Darmstadt zu nehmen.
Endlich kehrt auch Cora aus Florenz zurück. Sie ist so besessen von der Villa, dass sie mit Maja wieder in die Toskana reisen will, um die Amerikanerin zu töten, was Maja aber ablehnt. Sie bringt Cora wieder zum Flughafen und möchte später mit dem Auto (und Béla) nachkommen. Am Flughafen treffen sie jedoch auf Sven Hilter und seine thailändische Frau. Sven bemerkt sie nicht, die Frau gibt Maja jedoch einen Zettel mit einer Adresse und macht ihr klar, dass große Gefahr bestehe. Maja und Cora nehmen die Verfolgung von Sven Hilter und seiner Frau auf: Es stellt sich heraus, dass Sven drei andere thailändische Frauen abholte, die zur Arbeit in seinem Bordell gezwungen werden sollen. Maja und Cora fahren zu der Adresse auf dem Zettel weiter: Es ist Svens Haus, und in einer versteckten Kammer finden sie, gefesselt und betäubt, Kathrin und die Leiche einer weiteren Frau. Sie befreien Kathrin und treffen beim Verlassen des Hauses auf Svens Frau, die inständig darum bittet, mitgenommen zu werden. Später erzählt sie – ihr Name ist Seng Aaron, Spitzname Pu – dass sie von Sven wie eine Arbeits- und Sexsklavin gehalten wird und ihm den Tod wünscht. Auch Kathrin würde vom Tod ihres Mannes Erik profitieren, zudem hat er sie immer wieder betrogen.
Also mieten die vier Frauen sich auf Coras Kosten in einem teuren Hotel ein und planen einen Doppelmord: Unter einem Vorwand bitten sie Andy, der als Taxifahrer weiß, wo man illegale Drogen bekommt, Methadon zu besorgen. Sven und Erik gehen regelmäßig morgens zusammen joggen, und so verstecken sich Maja und Cora an der Joggingstrecke, finden in Eriks Auto seine Wasserflasche und schütten das Methadon hinein. Kurze Zeit später verunglückt Erik tödlich auf der Autobahn, Sven saß jedoch nicht mit im Wagen. Kurz darauf wird die Frauenleiche, die neben Kathrin in Svens Wohnung lag, enthauptet in einer Baugrube aufgefunden. Cora und Maja brechen in der nächsten Nacht in Svens Haus ein, um das Methadon in ein Getränk zu schmuggeln. Dort kommt ihnen jedoch jemand zuvor, der Sven erschießt: Es stellt sich heraus, dass die tote Frau eine Prostituierte war, die zu einem mit Sven konkurrierenden Zuhälter gehörte, von Sven entführt und später getötet wurde. Der andere Zuhälter rächte sich nun durch den Mord an Sven.
Pu und Kathrin werden nun von der Polizei zum Tod ihrer Ehemänner befragt, was sie jedoch heil überstehen und ihr Erbe antreten können, während Cora und Maja in die Toskana zurückkehren können. Maja holt zuvor noch die drei Gemälde und ihren Sohn Béla ab. Cora muss wegen einer Blinddarmerkrankung ins Krankenhaus und bittet Maja, die amerikanische Villenbesitzerin zu töten, was Maja nach wie vor ablehnt. Später gerät Maja zufällig mit der Amerikanerin, die sich als Kunstexpertin namens Pam herausstellt, in einen leichten Verkehrsunfall und wird daraufhin in die Villa eingeladen. Pam hatte die Villa wegen einer verflossenen Beziehung zu einem Italiener gekauft, nun möchte sie sie eigentlich wieder loswerden und in die USA zurückkehren. Als sie Majas Matisse-Gemälde sieht, ist sie sofort begeistert und will es unbedingt haben. Maja erreicht, dass Pam ihr im Tausch gegen den Matisse die Villa zu Lebzeiten vererbt, unter der Bedingung, dass Pam ihre Europa-Aufenthalte weiter dort verbringen darf. Sollte Pam eines unnatürlichen Todes sterben, soll Maja die Villa wieder los sein. Als Maja mit dieser guten Nachricht zu Cora kommt, ist diese erfreut, dass sie auch ohne Mord Zugang zu der Villa bekommt. Maja plant, sich dort mit Béla niederzulassen und eine exklusive Unterkunft für deutsche Touristen einzurichten.

## Rezeption
Michael Matzer hebt in seiner Rezension der Hörbuch-Version das „beeindruckend[e] Gespür für Dramatik“ der Sprecherin Franziska Pigulla hervor. Er lobt Nolls „Witz und kühl[e] Ironie“, kritisiert jedoch, dass die Handlung erst nach einem langsamen Anfang in Fahrt kommt. Matzer resümiert: 

„Ingrid Noll hat mal wieder eine echte Räuberpistole zusammengestellt, deren Zutaten zwar sehr schön für Unterhaltung und Kurzweil sorgen, die aber wohl kaum „aus dem wahren Leben“ stammen dürften. Jedenfalls nicht in so hoher Konzentration. [...] Wie auch immer: Für Unterhaltung mit spannenden und komödiantischen Einlagen ist trefflich gesorgt.“

Christina Langner gibt in ihrer Kritik zu bedenken, dass Noll in Selige Witwen an einem altbewährten Konzept früherer Romane festhält: „gnadenlos Männer mordende Frauen, die einem sonderbarerweise ans Herz wachsen, untermalt von schwarzem Humor und boshaft-sympathischer Satire“. Allerdings vermag der Roman es nicht mehr, den Leser wirklich zu überraschen oder zu schockieren,

„denn bei den Romanen von Ingrid Noll weiß man wenigstens, was einen erwartet: Nichts Neues, - das ist gewiss.“